# Mårtsbo
Mårtsbo är en småort i Gävle kommun, belägen omkring tolv kilometer söder om Gävle. Orten ligger endast 1,5 km öster om E4, men saknar anslutning till denna och nås istället via riksväg 76 / länsväg X536 från Gävle samt enskilda vägar. Strax öster om Mårtsbo ligger Mårtsboobservatoriet. Väster om byn passerar Korsnäs AB:s 30 km långa timmerränna, som stod klar 1898.